# Országos Iparegyesület
Az Országos Iparegyesület (korabeli helyesírással országos iparegyesület) 1867-ben alakult meg, a hazai ipar fejlődésének és versenyképességének előmozdítása érdekében. Tevékenységét egészen a második világháború végéig folytatta.

## Története
Az 1840-es évek során a régi iparegylet igazgatósága eleinte szinte kizárólag iparbarátokból (az akkori kifejezés szerint "lateinerek"-ből) állott és csak kevés  céhmester vett részt a tevékenységében. Egyesek a történetét egyenesen 1842-ig, az első iparkiállításig vezetik vissza.
1867-ben megalakult a szűkebb értelemben vett Országos Iparegylet, amelynek az igazgatóságában már kiváló iparosok is helyet foglaltak, akik nemcsak saját iparuk fejlesztése, hanem az egyesületi érdekek emelése által is kitüntették magukat. Ezek mellett és pedig a házi-, a kézmű-, a mű- és gyáripart képviselő iparosok mellett, helyet foglal a közgazdasági élet számos más ágainak hivatott képviselője, a volt kereskedelmi államtitkár, a bányaipar, a tengeri hajózás, a közlekedés és a hitelügy képviselői, főrendiházi tagok, országgyűlési képviselők, városatyák stb.
Tevékenysége sokrétű volt: bel- és külföldi kiállítások rendezése, illetve a magyar ipar reprezentálása mások által szervezett kiállításokon, az iparosképzés színvonalának javítása, valamint a vállalkozások számára támogatások szerzése volt. Az Iparegyesület segítette a magyar iparral kapcsolatos jogalkotást is.
A Gyáriparosok Országos Szövetsége (GYOSZ) 1902-es megalakulása után a középipar érdekképviseleti szerve lett.
A már a 19–20. századok fordulója óta formálódó, de csak 1906-ban, a magyar ipar hathatósabb védelme és előmozdítása céljából megalakult Országos Iparpártoló Szövetség
1909 szeptember 1-től az Országos Iparegyesület önálló osztályaként működött.
Történetét 1912-ben Gelléri Mór dolgozta fel, Hetven év a magyar ipar történetéből című könyvében.

## 1893 évi jubileumi közgyűlés
Vezetői az egyesület 50 éves fennállásakor

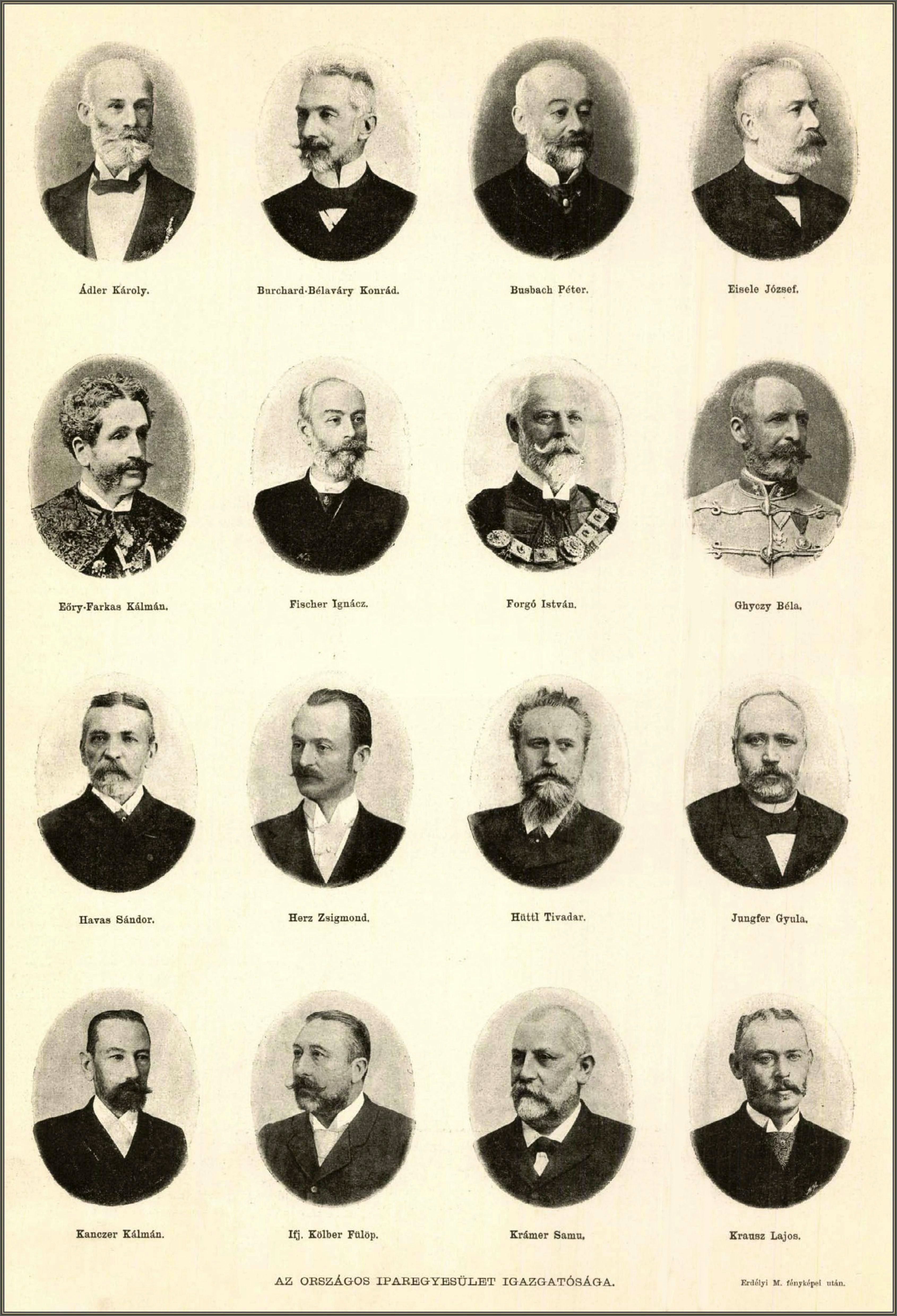
Az Országos Iparegyesület igazgatósága 1893-ban: Ádler Károly, Burchard-Bélaváry Konrád, Busbach Péter, Eisele József. Eöry-Farkas Kálmán, Fischer Ignácz, Forgó István, Ghyczy Béla, Havas Sándor, Herz Zsigmond, Hüttl Tivadar, Jungfer Gyula, Kanczer Kálmán, Ifj. Kölber Fülöp, Krámer Samu, Krausz Lajos.

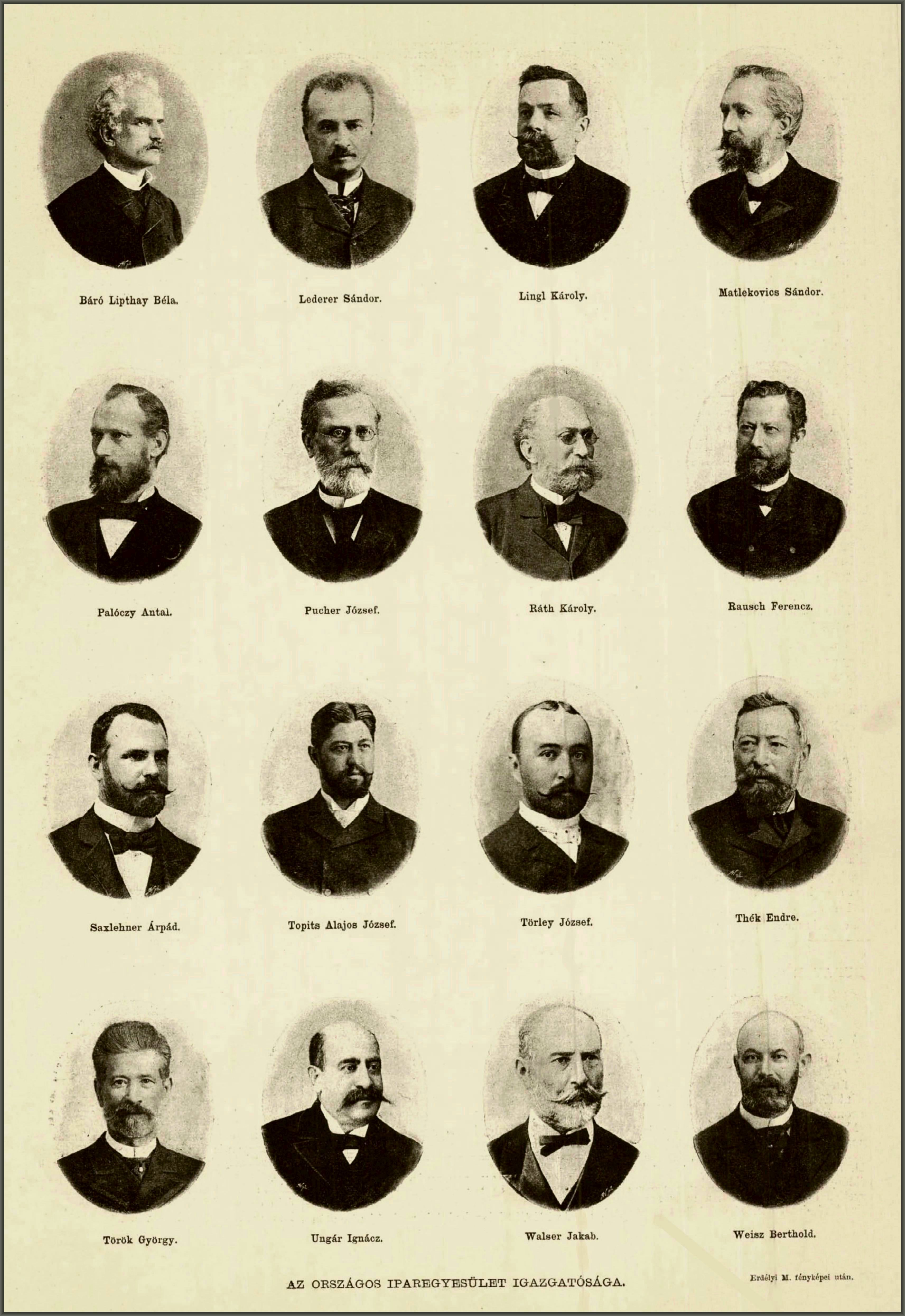
Az Országos Iparegyesület igazgatósága 1893-ban: báró Lipthay Béla, Lederer Sándor, Lingl Károly, Matlekovics Sándor, Palóczy Antal, Pucher József, Ráth Károly, Rausch Ferenc, Saxlehner Árpád, Topits Alajos József, Törley József, Thék Endre, Török György, Ungár Ignác, Walser Jakab, Weisz Berthold.

Első elnöke Eötvös József volt. 1880-tól utóda gróf Zichy Jenő volt. Őt Matlekovits Sándor, majd Tolnay Kornél követte.
Alelnökök: Falk Zsigmond lovag  és gömöri Szontágh Pál, Mudrony Soma, az Országos Iparegyesület igazgatója, 1867-től az Iparegyesület kötelékében állt. Gelléri Mór, aligazgató; Sámuel Ferenc  eleinte mint fogalmazó, egy ideig mint helyettes titkár, később mint az Iparegyesület pénztárnoka és ügyésze volt.

### Igazgatósági tagok
- Ádler Károly (1835-1905),[5] szeszgyáros
- Burchard-Bélaváry Konrád (1837-1916), malomiparos
- Búsbach Péter (1827-1905), ügyvéd
- Eisele József (1838-1901),[6] kazángyáros
- eöri Farkas Kálmán
- Fischer Ignác (1840-1906),[7] majolikagyáros
- Forgó István
- Ghyczy Béla
- Havas Sándor
- Herz Zsigmond (1856-1903),[8] bányaiparos
- Hüttl Tivadar (1841-1910), porcelángyáros
- Jungfer Gyula (1841-1908), díszműkovács
- Kanczer Kálmán (?-?), ólomgyáros
- ifj. Kölber Fülöp (1845-1906), kocsigyáros
- Krámer Samu (1834-1906),[9] kárpitos
- Krausz Lajos (1844-1905), szeszgyáros
- báró Lipthay Béla (1827-1899), nagybirtokos
- Lederer Sándor (1842-1903), bankigazgató
- Lingel Károly (1874-1944),[10] műbútorgyáros
- Matlekovits Sándor (1843-1925), jogász
- Palóczi Antal (1849-1927), építész
- Pucher József (1836-1904), építész
- Ráth Károly (1821-1897), jogász
- Rausch Ferenc (?-?),[11] vaskereskedő
- Saxlehner Árpád (1860-1910), keserűvízgyáros
- Topits Alajos József, tésztagyáros
- Törley József, pezsgőgyáros
- Thék Endre, bútorgyáros
- Török György
- Ungár Ignác
- Walser Jakab (1831 vagy 1834–1893),[12] kádármester
- Weiss Berthold (1845-1915), nagyiparos

## Időszaki kiadványai
- Anyagi érdekeink (1870 - 1879)
- Magyar Ipar (1880 - 1944)